# Sciron
Pour les articles ayant des titres homophones, voir Ciron et Siron.

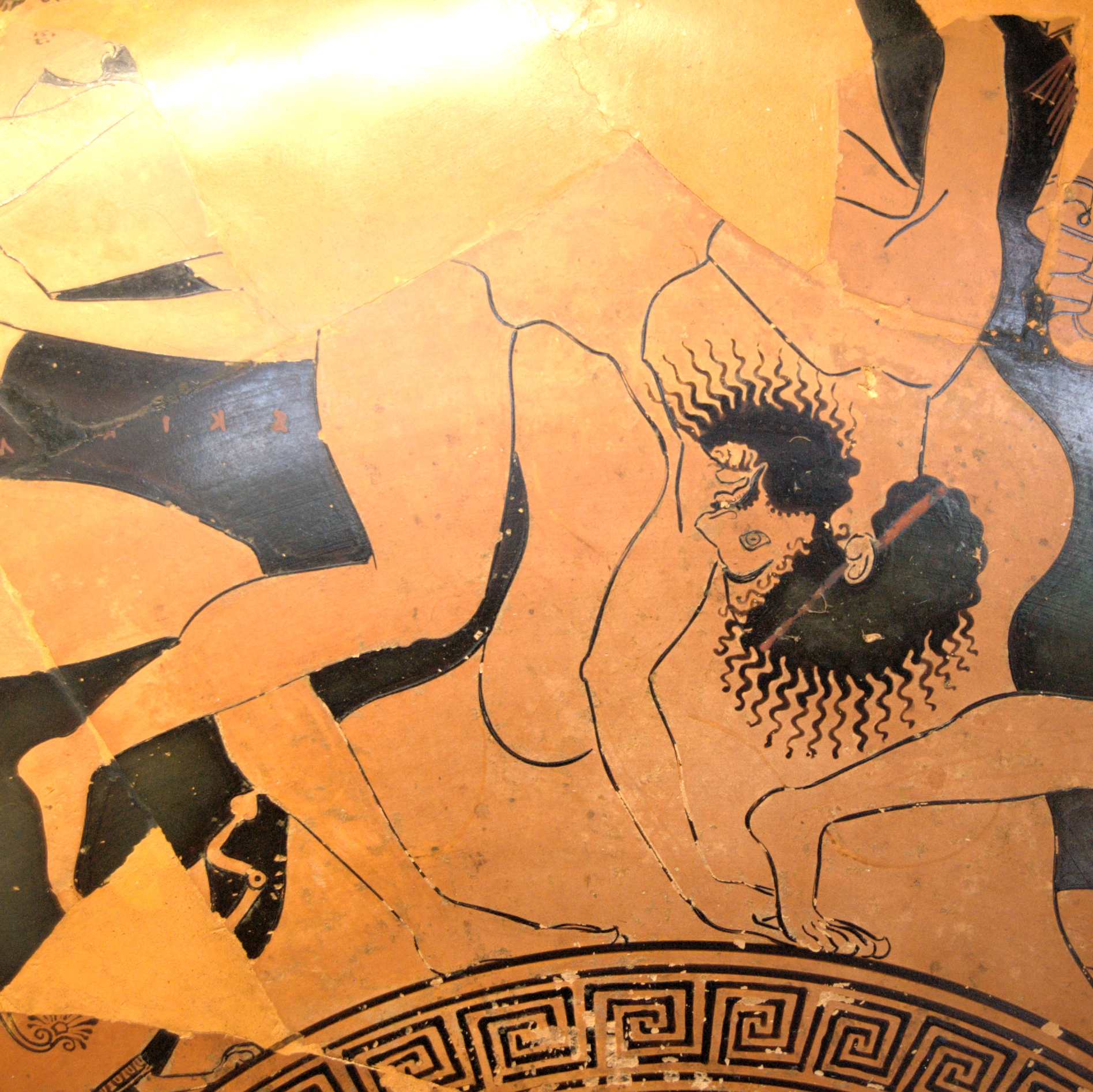
Sciron vaincu par Thésée, coupe attique à figures rouges d'Euphronios potier et Onésimos peintre, 500-490, musée du Louvre (G 104).

Dans la mythologie grecque, Sciron (en grec ancien Σκίρων / Skírôn), fils de Poséidon, de Pélops ou de Pylas selon d’autres auteurs[Qui ?], est roi de Mégare. Il épouse Chariclo, la fille de Cychrée (roi de Salamine), et en aura une fille, Endéis.

## Mythologie
Installé en un endroit appelé « Roches scironiennes » (ou « roches de Sciron » selon Euripide, Hippolyte), où passait la route longeant la côte, Sciron contraignait les voyageurs à lui laver les pieds puis il les précipitait dans la mer. Thésée, sur le chemin d'Athènes, le tua. Pour le récompenser d'avoir tué ce fils sanguinaire, Poséidon promit à Thésée d'exaucer l'un de ses vœux. Convaincu d'une liaison entre son fils Hippolyte et son épouse Phèdre, Thésée souhaite la mort de son fils.

## Interprétations
Dans les Mémorables, Xénophon représente Sciron, qu’il confond avec la violence faite aux étrangers, dont il fait un modèle,.

## Sources
- Pseudo-Apollodore, Bibliothèque [détail des éditions] [lire en ligne] (III, 12, 6),
- Épitome [détail des éditions] [lire en ligne] (I, 2).
- Diodore de Sicile, Bibliothèque historique [détail des éditions] [lire en ligne] (IV, 59, 4).
- Ovide, Métamorphoses [détail des éditions] [lire en ligne] (VII, 444).
- Pausanias, Description de la Grèce [détail des éditions] [lire en ligne] (I, 39).
- Plutarque, Vies parallèles [détail des éditions] [lire en ligne] (Livre X ; XXV ; XXXII)
- Platon, Les Lois [détail des éditions] [lire en ligne] (Livre III, 687).
- Hygin, Fables [détail des éditions] [(la) lire en ligne], s.v. XXXVIII Les travaux de Thésée (4)